# Красовський Володимир Васильович
Красовський Володимир Васильович (15 березня 1959, с. Данілова Балка Ульянівського району Кіровоградської області, УРСР) — засновник та директор Хорольського ботанічного саду загальнодержавного значення, кандидат біологічних наук, старший науковий співробітник, член Всеукраїнської екологічної Ліги, Почесний громадянин міста Хорола

## Біографія
Володимир Васильович Красовський народився 15 березня 1959 року в селі Данилова Балка Ульянівського району (нині Благовіщенський район) Кіровоградської області. У 1967 році разом з батьками переїхали у м. Хорол, Полтавської області. Батько — Красовський Василь Антонович (1931—2015), за професією технік механік, уродженець с. Гольма-II Балтського району Одеської області, мати — Красовська (Кушнірьова) Ольга Федорівна (1931 р.н.), за професією технік гідромеліоратор, родом з м. Хорола, брат — Красовський Валерій Васильович  (1956 р.н.), гідротехнік.
В 1976 році закінчив Хорольську середню школу № 2. З 1976 по 1981 рік навчався і закінчив Український інститут інженерів водного господарства (Національний університет водокористування та природних ресурсів), факультет проектування і будівництва гідромеліоративних систем і отримав кваліфікацію інженера-гідротехніка за спеціальністю гідромеліорація. З 1981 року Працював майстром Хорольської ПМК-170. В 1984 році закінчив з відзнакою повний курс  педагогічного факультету Московського інституту інженерів сільськогосподарського виробництва ім. В. П. Горячкіна за спеціальністю викладач середніх сільськогосподарських навчальних закладів з технічних дисциплін і почав працювати викладачем Хорольського технікуму механізації та електрифікації сільського господарства.
Володимир Васильович працював другим та першим секретарем Хорольського райкому комсомолу, інструктором Хорольського райкому партії.
У 1986 році протягом 81 дня в складі 132 полку Чапаєвської дивізії брав участь у роботах з ліквідації наслідків аварії на Чорнобильській АЕС.
Володимир Красовський з 1991 по 2011 роки працював інженер-будівельник державного підприємства «Вишняківський спиртовий завод».
Науковий ступінь кандидата біологічних наук присуджено в 2007 році.
В 2011 року Володимир Васильович є ініціатором та організатором створення Хорольського ботанічного саду загальнодержавного значення, стає його директором.
У 2014 році присвоєно вчене звання старшого наукового співробітника.
Двічі обирався депутатом Хорольської районної ради та двічі депутатом Хорольської міської ради. Нагороджений  трьома грамотами Полтавської обласної ради. Присвоєно звання Почесного громадянина міста Хорола 22 серпня 2014 року (рішення 58 сесії Хорольської міської ради 6 скликання  № 303 від 22.08.2014 р.)
Має військове звання полковник запасу Збройних сил України.
Номінант премії ім. Петра Ротача (2019), дипломант літературно-мистецької премії ім. Володимира Малика в номінації «Краєзнавство та народна творчість» (2019), З 11 квітня 2011 року є Членом Всеукраїнської екологічної Ліги.
Проживає в місті Хоролі.

## Наукові праці
Має понад 100 наукових публікацій, у тому числі 4 патенти України на винахід та 6 на корисну модель. Є співавтором трьох наукових монографій. Основний напрямок наукових досліджень — інтродукція субтропічних плодових культур в лісостеповій зоні України.
Співавтор наукових монографій:

### Монографії
- Васюк Є. А. Культура унабі (ZizyphusjujubaMill.) в Лісостепу України / Є. А. Васюк, В. В. Красовський // Збереження та збагачення рослинних ресурсів шляхом інтродукції, селекції та біотехнології: монографія / [Черевченко Т. М., Рахметов Д. Б., Гапоненко М. Б. та ін.]; — К.: Фітосоціоцентр, 2012. — 432 с. — С.320-333.
- Красовський В. В. Присадибна ділянка як полігон випробування субтропічних та тропічних плодових культур у лісостеповій зоні України / В. В. Красовський // Екологічні, соціальні й економічні аспекти розвитку АПК на засадах раціонального ресурсовикористання: колективна монографія/ за ред. П. В. Писаренка, Т. О. Чайки, О. О. Ласло. — П.: Видавництво «Сімон», 2015. — С. 54-63.
- Красовський В. В., Козлов А. В. Ботанічний сад у системі ландшафтної забудови міста Хорола: монографія. — Полтава: Дивосвіт, 2018. — 116 с. +4 с. вкл.

### Патенти на винахід та корисну модель
- Красовський В. В. Спосіб вирощування плодових дерев на крутих схилах. Деклараційний патент на винахід № 39376А; заявл. 21.06.2000; опубл. 15.06.2001, Бюл. № 5.
- Красовський В. В. Спосіб руйнування ендокарпію зизифуса (ZizyphusjujubaMill.). Деклараційний патент на винахід № 48442А; заявл. 30.07.2001; опубл. 15.08.2002, Бюл. № 8.
- Красовський В. В. Спосіб підвищення зимостійкості рослин унабі (ZizyphusjujubaMill.) при інтродукції в Лісостеп України. Деклараційний патент на винахід № 50966А; заявл. 22.10.2001; опубл. 15.11.2002, Бюл. № 11.
- Красовський В. В. Спосіб окулірування рослин унабі (ZizyphusjujubaMill.) двома щитками вприклад у один надріз. Патент України на корисну модель № 90235; заявл. 01.06.2012; опубл. 26.05.2014, Бюл. № 10.
- Красовський В. В. Спосіб створення комбінованої охоронної живої огорожі об'єкту природно-заповідного фонду. Патент України на корисну модель № 92127; заявл. 12.06.2012; опубл. 11.08.2014, Бюл. № 15.
- Красовський В. В. Спосіб формування крони інжиру Ficuscarica(L.) для зимового укриття при інтродукції у Лісостеп України. Патент України на винахід № 105542; заявл. 28.05.2012; опубл. 26.05.2014, Бюл. № 10.
- Красовський В. В. Спосіб зимового утеплення граната звичайного (PunicagranatumL.) у Лісостепу України. Патент України на корисну модель № 102747; заявл. 02.06.2014; опубл. 25.11.2015, Бюл. № 22.
- Красовський В. В. Спосіб формування крони плодового дерева, запобігаючий відчахуванню скелетних гілок від стовбура дерева. Патент України на корисну модель № 102748; заявл. 11.08.2014; опубл. 25.11.2015, Бюл. № 22.
- Красовський В. В. Спосіб пересадки саджанців азиміни трилопатевої (AsiminatrilobaL.) з відкритою кореневою системою. Патент України на корисну модель № 135813; заявл. 14.12.2018; опубл. 25.07.2019; Бюл. № 14.
- Красовський В. В. Спосіб захисту субтропічних плодових інтродуцентів Лісостепу України інжиру звичайного та гранатника зернястого від весняних приморозків. Патент України на корисну модель № 138312; заявл. 06.05.2019; опубл. 25.11.2019; Бюл. № 22.